# Nagy Sándor (lapszerkesztő)
Szegedi Nagy Sándor (Szeged, 1836. november 30. – Budapest, Józsefváros, 1919. december 23.) író, ügyvéd, újságíró és lapszerkesztő. Nagy Ibolya színművésznő apja.

## Élete és munkássága
Nagy Mihály javadalmi hivatalnok és Varga Klára fia. Szülővárosában kezdett ügyvédként dolgozni, majd 1869-től lapjának, a Szegedi Híradónak szentelte idejét. Amikor 1889. október 1-jén a laptól megvált, Budapestre költözött, ahol az Országos Hitelszövetkezet pénztárnoka lett.
A Jókai Mór által szerkesztett Nagy Tükör című élclapba, majd az Üstökösben publikált. 1861-ben a Sárosi Gyulához köthető Arany Trombitába írt költeményeket. Az 1870-es évek elején a szegedi Ráday-korszak alatt lefolyt híres törvényszéki tárgyalásokról szakszerű cikkeket írt a Honba és a Pesti Naplóba. Később tárca közleményei jelentek meg budapesti lapokban. 
Ezeken kívül irodalmi és különösen hírlapírói munkásságát 1859. május 1-től kizárólag a Szegedi Híradónak szentelte. Előbb külső munkatársként, majd az 1860-as évek közepétől mint belmunkatárs és 1868-tól mint szerkesztő. Rendszeresen írt a lapba, két-három évi megszakítással, társadalmi és politikai, általános és városi érdekű vezér- és egyéb cikkeket. Humorisztikus elmefuttatásokat és hazafias irányú költeményeket is írt (1859-től 1865-ig), melyek közül a Szent István című 1860-ban öt arany pályadíjat nyert. 1861-ben mint országgyűlési «kis-követ» a szegedi polgárok költségén fölküldve, országgyűlési tudósításokat, azután kisebb rajzokat, elbeszéléseket, részben fordításokat; színházi kritikákat közölt, legtöbbször név nélkül vagy álnevek alatt. 
Élete utolsó tíz évében a szegedi lapokon kívül írt a Budapesti Hírlapba, a Pesti Hírlapba, a Magyar Hírlapba, az Egyetértésbe és Pesti Naplóba különböző tárcaközleményeket Senex álnév alatt. Az utóbbi lapban jelent meg 1892 decemberében egy nagyobb népies elbeszélése Cseh Dani címmel, melyből népdrámát is írt, s kéziratban maradt fenn.
Szerkesztette: a Szegedi Híradó című politikai hetilapot 1869. július 1-től 1889. október 1-ig (1860. szeptember végétől november elejéig). Kempelen Győző szerkesztő fogsága alatt szintén felelős szerkesztője volt a lapnak; a Dugonics-Albumot Szeged város közönsége által Dugonics András emlékére emelt szobor leleplezési ünnepélyére. Szeged. 1876 (Farkas Antallal együtt. Ebben Dugonicsról írt cikke).

## Munkája
- Sz. Nagy Sándor költeményei. Szeged, 1866

## Álnevei és jegyei
Bolond Jani, Sárga Liliom, Az öreg sat., -gy-r., §., I. (a Szegedi Hiradóban 1860-tól).